# Dear Jessie
"Dear Jessie" je peti singl američke pjevačice Madonne s četvrtog studijskog albuma Like a Prayer izdan 10. prosinca 1989. pod Sire Recordsom. Kao singl je pušten u UK-u, još nekim europskim zemljama i Australiji.

## O pjesmi
Pjesma je nastala kao inspiracija jednog od autora, Patrick Leonarda njegovom kćeri Jessie.
Singl je doživio uspjeh u UK-u za vrijeme Božića dospjevši na 5. mjesto britanske ljestvice s prodanih 250.769 kopija. Kako pjesma nije doživjela izdanje u cijelom svijetu, ovo je bio najslabije prodavani Madonnin singl još od pjesme "Gambler" iz 1985.
Refren je 1999. korišten u uspješnom istoimenom singlu njemačke euro dance grupe Rollergirl.
Ova pjesma je zadnja izdana u 1980-im, periodu kada je Madonna stekla svoju ogromnu slavu i bogatstvo.
Video je snimljen kao animirani film i nije bilo scena u kojima se pojavljivala Madonna. Spot je bio uključen na promotivnu video kompilaciju She's Breathless.

## Popis pjesama i formata
7" Singl
- Dear Jessie
- Till Death Do Us Part

12" Singl/CD Singl
- Dear Jessie
- Till Death Do Us Part
- Holiday (12" Version)

## Službene verzije
- Album Version (4:20)

## Na ljestvicama
| Ljestvica(1989/1990)   | Pozicija |
| ---------------------- | -------- |
| Australija             | 51       |
| Austrija               | 21       |
| Europa                 | 9        |
| Irska                  | 3        |
| Južnoafrička Republika | 9        |
| Nizozemska             | 25       |
| Njemačka               | 19       |
| Španjolska             | 17       |
| Švicarska              | 16       |
| Ujedinjeno Kraljevstvo | 5        |